# Hans Werkman
Johannes (Hans) Werkman (Uithuizermeeden, 12 februari 1939) is een Nederlandse dichter, schrijver en literair criticus van protestantse signatuur. Hij heeft ook incidenteel geschreven onder de pseudoniemen Johannes Grashuis en Noortje Cox. Zijn bekendste werken zijn de biografie van Willem de Mérode en Een calvinist leest Maarten 't Hart.

## Levensloop
Hans Werkman groeide op in het Groningse Uithuizermeeden als derde zoon in een schoenmakersgezin met vier kinderen. In Werkmans geboortedorp was Willem de Mérode, over wie Werkman een biografie zou schrijven, van 1907 tot 1924 onderwijzer geweest. Werkman bezocht de gereformeerde kweekschool in Enschede en behaalde de aktes MO-A en MO-B. Hij was onderwijzer in Breezand, Ommen en Kampen en is leraar Nederlands geweest aan het Zutphense Baudartius College en het Johannes Fontanus College in Barneveld.
Hans Werkman is in 2004 gepromoveerd op De haven uitgraven. De wereld van J.K. van Eerbeek (Meindert Boss 1898-1936).
In 1977 onderging Werkman een hartoperatie in de Verenigde Staten (Houston, Texas) bij de vermaarde hartchirurg Denton Cooley. Hiervan deed hij verslag in Het hart op tafel (1979) en Dagboek open-hartoperatie (1981).
Hans Werkman woont in Amersfoort, is getrouwd met Nelie Rietveld en heeft vijf kinderen. Hij is lid van de Nederlandse Gereformeerde Kerken en bekleedde daar het ambt van ouderling.

## Werk
Werkman schreef kinderboeken, gedichten, verhalen, romans, kritieken, beschouwingen, dagboeken en biografieën. Als schrijver, literair criticus en biograaf van Willem de Mérode, J.K. van Eerbeek en schrijver van biografische schetsen over Nel Benschop, Ida Gerhardt, Bé Nijenhuis en Jo van Dorp-Ypma is Hans Werkman sinds de jaren zeventig van de twintigste eeuw een vooraanstaande figuur binnen de christelijke literatuur in Nederland. Hij is de mede-oprichter van de christelijke literaire tijdschriften Woordwerk en Liter. Hij is sinds 1974 recensent van het Nederlands Dagblad (ND). Vooral met Willem de Mérode heeft Werkman zich sinds het begin van de jaren zeventig continu beziggehouden.
Hij leverde verder onder meer bijdragen aan het Calvinistisch Jongelingsblad (1965-1969), Onze eigen Krant (1965-1995), de Elisabethbode (1977-2000), Hollands Maandblad, Jaarboek Gerrit Achterberg en Maatstaf (tijdschrift). Werkman heeft meegewerkt aan de Winkler Prins Lexicon van de Nederlandse Letterkunde (1986)
In 1986 ontving Werkman de Henriëtte de Beaufort-prijs 1986 voor De wereld van Willem de Mérode. Hij was jurylid van de Dr. C. Rijnsdorp Prijs (1993) en de Puntkomma-poëzieprijs (1997-1998).
Hans Werkman is de samensteller van vele bloemlezingen en is ook als vertaler actief geweest.
In opdracht van de BCB (Brancheorganisatie voor het Christelijke Boeken- en Muziekvak) schreef Werkman het 'alternatieve boekenweekgeschenk' voor de 'Actieweek voor het christelijke boek', de novelle Een dagje naar huis (maart 2013).

## Publicaties (selectie)
Poëzie
- Duizend bunder nieuwe klei, 1984
- De Appelweg. Ballade in honderd strofen op 4 mei, 1985
- De klokkepaardjes, 1987
- Stel mij vast. Twaalf gedichten, 2004

Proza
- Meneer Suykerbuyk en andere ziekenhuisverhalen, 1984
- Een avond in de polderkamer, 1986
- De klokkepaardjes, 1987
- Een avond in de Polderkamer, 1989 (verhalen)
- Het hondje van Sollie, 1999
- Heimie, 2006
- Een dagje naar huis, 2013
- Martje en de anderen - novellen en verhalen, 2016

Kinderboeken
- Sikandi en de Zoeloeheks, 1969
- Jan krijgt een witte arm, 1975
- Rinette en Jan hebben pech, 1975
- Rinette en Jan aan zee, 1975
- Jan, waar is je prikpen?, 1991
- Het hart van de mens, 1983
- Ik hou mijn spreekbeurt over..., 1984
- De tovenaar van Pompifani, 1985

Non-fictie
- Het leven van Willem de Mérode, 1971
- Willem de Mérode. Schrijversprentenboek 18 (met Gerrit Borgers en Gerrit Kamphuis), 1973
- Het hart op tafel. Ervaringen en feiten rondom hartoperaties (met P.J. Kuijpers), 1978
- Kunstkleppen in het hart, 1979
- Hartoperatie! Wat nu?, 1981
- Dagboek open-hartoperatie. Wat maakt de patiënt door? Wat doet de chirurg?, 1981
- Boekentaal. 20 keer nadenken over literatuur, 1981
- Het boek op mijn bureau. Literatuurkritiek in christelijk perspectief, 1981
- Een calvinist leest Maarten 't Hart, 1982
- Aangekruist. Boekbesprekingen van Biesheuvel tot Wolkers, 1982
- Kroniek van meester Keuning. Het leven van de vader van Willem de Mérode (met Ineke Zuiderweg), 1982
- Omgaan met literatuur (met G.H. de Leeuw en Jac. Schaeffer), 1983
- De wereld van Willem de Mérode (sterk herziene uitgave van Het leven van Willem de Mérode), 1983
- Schrijven en geloven (interviews), 1985
- Boekopener. De val, De aanslag, De ortolaan en 21 andere boeken besproken, 1985
- Vloeken in de moderne literatuur, 1986
- Van Harte. Nel Benschop, haar leven en werk, 1987
- Gerommel van Büch tot Bommel, 1989
- Opwaartsche Wegen. Schrijversprentenboek 28 (mede-redactie), 1989
- Boek Werken. Literatuurkritieken, 1990
- Lijst van christelijke literatuur 1945-1990, 1991
- De Mérode en de jongens, 1991
- 'Zo'n wonderlijke club'. 75 jaar Bond tegen het vloeken (met J.H. van de Bank), 1992
- Kees & Co. Kritieken, 1994
- Spitten en (niet) moe worden. Leven en werk van Bé Nijenhuis, 1995
- Uren uit het leven van Ida Gerhardt, 1997
- Gesprek in de Neumshutte : Wilma Vermaat over Willem de Mérode, 1999
- 'En alles vloekte, maar hij vloekte niet.' Misbruik en gebruik van Gods naam in moderne literatuur, 2001
- Boven de polder de hemel. Over Jo van Dorp-Ypma, 2004
- De haven uitgraven. De wereld van J.K. van Eerbeek (Meindert Boss 1898-1936) (proefschrift), 2004[1]
- Wachten bij brug 8 (columns), 2007
- Bijeen met man en muis (verzamelde essays en interviews), 2009
- Bitterzoete overvloed. De wereld van Willem de Mérode, 2011 (de eerste druk, Het leven van Willem de Mérode, verscheen in 1971 en de tweede, sterk herziene druk, De wereld van Willem de Mérode in 1983; deze 'derde' druk is weer een sterk herziene uitgave van de tweede druk)
- Boekjes bij de thee (columns), 2013
- Kees van Duinen, Tegen de ruit, Zijn leven, zijn gedichten, 2015